# 李文良
李文良（1967年4月21日—），國際象棋棋手，中国国际象棋国家队副领队。

## 履历
- 1979年，开始学习国际象棋；
- 1984年，进入黑龙江省队；
- 1989年10月，进入国家集训队[4]；
- 1994年，参加雅加达国际大师邀请赛，获第五名，取得“国际大师”称号[5]；
- 1997年，出任国家队教练；
- 2010年，出任国家队领队；
- 2013年，获颁国际棋联“年度最佳青少年棋手教练员奖”[1]。